# 660 Crescentia
660 Crescentia eller 1908 CC är en asteroid i huvudbältet, som upptäcktes 8 januari 1908 av den amerikanske astronomen Joel Hastings Metcalf i Taunton.
Asteroiden har en diameter på ungefär 42 kilometer och den tillhör asteroidgruppen Maria.